# Корова 006
«Коро́ва 006» (нем. 6 nimmt!, англ. Category 5) — карточная игра, созданная Вольфгангом Крамером в 1994 году. В России локализована в 2008 году компанией «Стиль Жизни». В 2014 году вышла версия игры для iOS-устройств под названием 6 takes! Также существует адаптация игры для Android и PC.

## Правила игры

### Инвентарь
Игра ведётся с помощью специальной колоды из 104 карт, пронумерованных от 1 до 104. На каждой карте, помимо числа, нанесено количество штрафных очков. Всего в колоде:
- 76 карт с 1 штрафным очком;
- 9 карт с 2 штрафными очками;
- 10 карт с 3 штрафными очками;
- 8 карт с 5 штрафными очками;
- 1 карта с 7 штрафными очками.

Цель игры — взять как можно меньше карт, а точнее получить как можно меньше штрафных очков.

### Подготовка
Колода тщательно перетасовывается, после чего каждому игроку раздаётся по 10 карт. Ещё 4 карты кладутся на стол в вертикальную линию рубашкой вниз.

### Процесс игры
Каждая партия состоит из десяти ходов. В начале хода игроки выбирают одну карту из своей колоды и кладут её на стол рубашкой вверх. После того, как все игроки сделали свой выбор, выложенные карты переворачиваются. Далее каждый игрок в порядке возрастания номера карты размещает её в конце какого-либо ряда на столе, руководствуясь при этом четырьмя правилами:
- карты кладутся по возрастанию, то есть карта игрока должна быть больше последней карты в ряду;
- выбирается тот ряд, где последняя карта по значению ближе всего к карте игрока;
- вследствие первых двух правил может оказаться, что карта игрока будет шестой в ряду — в этом случае игрок забирает себе все карты в ряду, а вместо них кладёт свою карту;
- если же карта настолько маленькая, что по первому правилу её нельзя разместить ни в одном ряду, игрок забирает себе любой ряд, а вместо него кладёт свою карту.

После десяти ходов подсчитывается количество штрафных очков на картах, которые участники взяли себе в процессе игры. Затем все карты собираются вместе, тасуются и раздаются для новой партии.

### Завершение
Игра заканчивается, когда кто-либо из игроков набрал в сумме 66 или более штрафных очков. Победитель — набравший меньше всех штрафных очков.

## Версии
| Версии игры на разных языках | Версии игры на разных языках                   | Версии игры на разных языках | Версии игры на разных языках              |
| Название игры                | Язык                                           | Год издательства             | Издатель                                  |
| ---------------------------- | ---------------------------------------------- | ---------------------------- | ----------------------------------------- |
| 6 nimmt!                     | немецкий                                       | 1994, 2005, 2010, 2011, 2014 | AMIGO Spiel + Freizeit GmbH               |
| Tjurskalle                   | шведский                                       | 1995                         | Kärnan                                    |
| Ota 6!                       | финский, шведский                              | 1995                         | Nelospelit                                |
| Sei                          | итальянский                                    | 1996, 2008                   | Dal Negro                                 |
| Take 6                       | английский                                     | 1996                         | U.S. Games Systems, Inc                   |
| Tag 6!                       | датский, норвежский, шведский                  | 1998                         | Midgaard Games                            |
| Vigyáz(z)6!                  | венгерский                                     | 1998, 2001, 2011, 2014       | AMIGO Spiel + Freizeit GmbH, Piatnik      |
| 6 nimmt!                     | английский, французский, немецкий, итальянский | 2001                         | AMIGO Spiel + Freizeit GmbH               |
| Take 5!                      | нидерландский                                  | 2002                         | 999 Games                                 |
| 6 bere!                      | чешский, словацкий                             | 2005                         | Albi                                      |
| שישי לוקח                    | иврит                                          | 2006                         | Shafir Games                              |
| ニムト                       | японский                                       | 2007                         | AMIGO Spiel + Freizeit GmbH, Möbius Games |
| 6 qui prend!                 | нидерландский, английский, французский         | 2007, 2012                   | Gigamic                                   |
| 6 Võtab                      | эстонский, латышский, литовский, русский       | 2007                         | Brain Games                               |
| 6 nimmt!                     | датский, финский, норвежский, шведский         | 2007                         | Lautapelit.fi                             |
| Πάρε 5!                      | греческий                                      | 2008                         | Kaissa Chess & Games                      |
| 6. bierze!                   | польский                                       | 2008, 2013                   | G3                                        |
| Корова 006                   | русский                                        | 2008                         | Lifestyle Boardgames                      |
| 誰是牛頭王？                 | китайский                                      | 2010                         | Swan Panasia Co                           |
| Păzea de 6!                  | румынский                                      | 2011                         | Piatnik                                   |
| Pega em 6!                   | португальский                                  | 2013                         | Copag — Cia. Paulista de Artes Gráficas   |
| Toma 6!                      | испанский                                      | 2014                         | Mercurio                                  |
| 6 nimmt!                     | английский                                     | 2015                         | Mayfair Games                             |

## Награды
- 1994 Deutscher Spiele Preis[6];
- 1994 Немецкая «Игра года» — победитель в номинации «Лучшая семейная игра»[7];
- 1996 «Выбор Менсы» — один из пяти победителей[8];
- 2005 чешская премия Hra Roku — номинация «Игра года»[9].